# Liomys pictus
Liomys pictus е вид бозайник от семейство Торбести скокливци (Heteromyidae).

## Разпространение
Видът е разпространен в Гватемала и Мексико.